# Велигорка
Велигорка — гречневая крупа, в отличие от ребристой ядрицы, мелкого помола. Крупа велигорка, или расколотые крупинки ядрицы, должна была быть идеально чистой, не содержать мусора, примесей, чёрных и зелёных ядер.
Была создана в конце 18 века искусственным способом. Форму имела мелкую, сильно уступала ядрице во вкусовых качествах. Считалось, что её форма более презентабельна для подачи к столу великосветских особ. Вместе с удалённой оболочкой в процессе обработки исчезали и питательные вещества, которые есть в ядрице.
Название произошло от фамилии польского аристократа графа Михаля Виельгорского, он стал её «случайным» изобретателем. Должность кухмистра великого Литовского была им куплена, к кулинарии он не имел никакого отношения. В конце 18 века Виельгорский стал польским эмигрантом и жил в Париже, а велигорка стала популярна в России.
Стоит отметить, что долго не существовало верного написания: велегорка или велигорка.
Обычай подобным образом обрабатывать, или скатывать, крупу существовал ранее в Белоруссии,Смоленской и Брянской областях. Считалось, что её следует подавать лишь по торжественным случаям.
Название велигорка просуществовало до 1917 года, им пользовались и в быту, и в кулинарии.